# Loi du Congrès

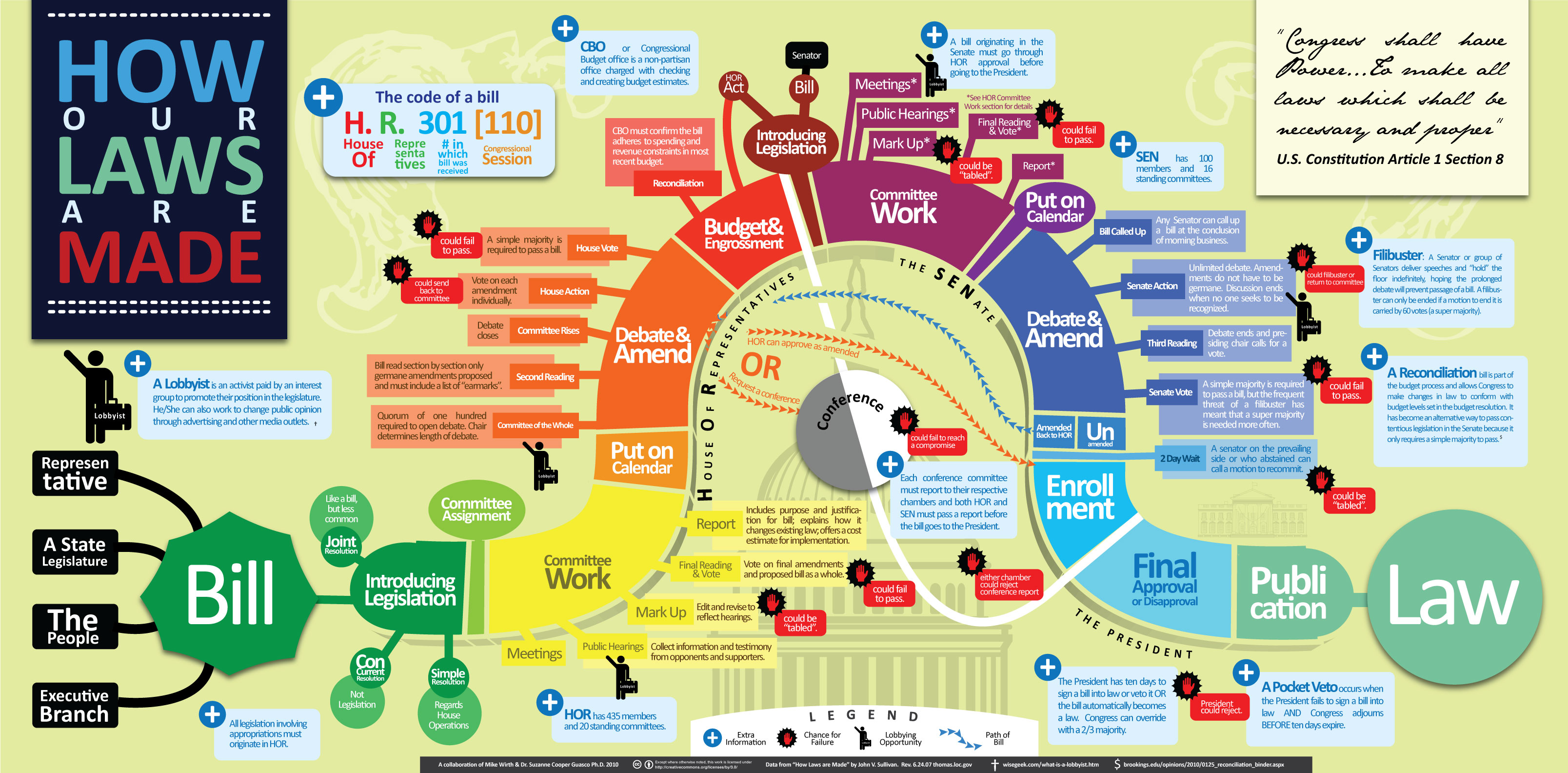
Représentation schématique de la procédure législative du Congrès américain.

Une loi du Congrès, en anglais Act of Congress,, est une loi fédérale ou une résolution adoptée par le Congrès des États-Unis à la majorité simple dans chacune des deux assemblées (Chambre des représentants et Sénat),.

## Définition
Une loi du Congrès pour être validée doit :
- soit être acceptée et promulguée par le président des États-Unis ;
- soit n’avoir pas fait l’objet d’un veto présidentiel dans les dix jours suivant sa réception (dimanches exclus), lorsque le Congrès est en session ; le projet devient alors automatiquement une loi ;
- soit être réexaminée par le Congrès après un veto présidentiel durant la session ; dans ce cas le texte doit obtenir une majorité de deux tiers dans chacune des chambres pour passer outre au veto.

Les deux premiers cas valent promulgation par le président des États-Unis. Dans le troisième cas, le président de séance de l’assemblée ayant examiné le texte en dernier la promulgue lui-même (1 U.S.C. § 106a).
Elle peut être complétée par un décret présidentiel.